# Etanoato de butila
Etanoato de butila ou éster butílico do ácido acético, é um éster encontrado em vários tipos de fruta, com odor que lembra maçã ou banana. Industrialmente é utilizado como flavorizante artificial para balas, doces, biscoitos e na indústria farmacêutica.. Utilizado na indústria química de produção de tintas industriais.

## Produção
O Etanoato de butila é comumente sintetizado pela Esterificação de Fischer–Speier do butanol (ou o seu isômero para produzir um isômero de etanoato de butila) e ácido acético com a presença de ácido sulfúrico agindo como catalisador em um Condensador Allihn.